# Manfred Naumann (Politiker)
Manfred Naumann (* 27. Mai 1928 in Torgelow) ist ein ehemaliger deutscher Politiker (SPD). 1990 gehörte er der letzten Volkskammer der DDR an.

## Leben und Beruf
Naumann wuchs als Sohn eines Elektromeisters und einer Kindergärtnerin auf. Er besuchte die Grundschule in Torgelow und die Oberschule für Jungen in Pasewalk, letztere schloss er mit dem Abitur ab. Zwischenzeitlich nahm er am Zweiten Weltkrieg teil. Er studierte zunächst an der Ernst-Moritz-Arndt-Universität in Greifswald, später an der Friedrich-Schiller-Universität in Jena. Aus politischen Gründen wurde er von August 1952 bis Mai 1954 relegiert, erst 1957 konnte er sein Zeugnis als Diplom-Historiker in Empfang nehmen.
Von 1954 bis 1971 unterrichtete Naumann als Lehrer an der Erweiterten Oberschule in Torgelow. 1969 promovierte er an der Pädagogischen Hochschule Potsdam zum Dr. paed. Zwei Jahre später war er dort als Lektor für Didaktik tätig.
Nach der Wiedervereinigung übernahm Naumann eine Tätigkeit im Brandenburgischen Ministerium des Inneren, in der er für die Aus-, Fort- und Weiterbildung im öffentlichen Dienst sowie deren rechtliche Fixierung zuständig war. Diese Tätigkeit übte er bis 1994 aus, dann trat er in den Ruhestand.

## Politik
1989 trat Naumann in die SDP ein, welche wenig später in der SPD aufging. Zeitweise gehörte er dem SPD-Bezirksvorstand in Potsdam an. Bei der Volkskammerwahl 1990 wurde er über Listenplatz 6 der SPD-Liste im Wahlkreis Potsdam ins Parlament gewählt, dem er bis zu dessen Auflösung zum 2. Oktober 1990 angehörte.